# Alfredo Davicce
Alfredo Davicce (17 novembre 1929) è un imprenditore e dirigente sportivo argentino, ex presidente del Club Atlético River Plate.

## Biografia
Fu presidente dal 1990 al 1997, venendo eletto a sorpresa il 9 dicembre 1989 al posto del favorito Di Carlo. Durante la sua presidenza, si curò più dell'effettivo rendimento della squadra che dell'impatto mediatico, raccogliendo, tra i vari successi, la vittoria della Coppa Libertadores 1996. Una volta terminato il mandato, si ricandidò nel 2005, sconfitto da José María Aguilar, e nel 2009, stavolta superato da Daniel Passarella.